# L'amazzone mascherata
L'amazzone mascherata és una pel·lícula muda italiana del 1914 dirigida per Baldassarre Negroni.

## Argument
La comtessa Franca i el seu marit Alberto, tinent de cavalleria, organitzen una vetllada benèfica en un circ, en la qual actuarien diversos aficionats -inclosa la mateixa comtessa, com a geneta. La parella fa ús de les instal·lacions i el savoir-faire del director de circ, Jean Sterosky.
El tinent Alberto és considerat un estrateg capaç, i el general, després d'haver-li lliurat alguns documents alt secret, li confia la tasca d'elaborar un pla de mobilització de l'exèrcit. L'Alberto es posa a treballar i després tanca el seu projecte i els documents relacionats a la caixa forta.
Tanmateix, Sterosky resulta ser un espia de Rugaria, una potència estrangera veïna i potencialment enemiga, i, amb una estratagema, aconsegueix accedir a la caixa forta. i prendre possessió del paquet. Alberto, en conseqüència, havent perdut els seus documents, és condemnat a dos anys de presó per traïció.
Franca està convençuda de la innocència del seu marit, i quan el majordom li ensenya un botó de puny que no coincideix, amb les inicials J. S., que va trobar a terra sota la caixa forta, molt probablement pertanyent al lladre, el dona es convenç que el culpable del robatori és el mateix Jean Sterosky, i decideix anar a Rugaria, en companyia del majordom, per investigar.
I la intuïció de la comtessa Franca resulta ser correcta, perquè Sterosky en realitat va lliurar els documents robats al primer ministre del seu país, i va rebre una rica recompensa a canvi. Franca, a Rugaria, és contractada com a geneta al circ de Milà, amb un gran èxit: el seu nom artístic és "L'Amazona emmascarada", ja que no es mostra a ningú, ni dins ni fora del circ, sense la seva màscara.
Franca aconsegueix cridar l'atenció d'Sterosky, i que la convidin a casa seva: en aquesta ocasió es treu la màscara -provocant la sorpresa de l'home- i, mentre manté l'espia a ratlla amb un revòlver, li fa entregar tant el plans (que ara han estat lliurats al govern) com la correspondència que Sterovsky havia mantingut amb el primer ministre, suficient per exonerar el seu marit. Aleshores surt de l'apartament i fuig. El majordom li dóna una mà forta, bloqueja l'espia a l'entrada de la casa i agafa una fitxa a terra que la comtessa havia deixat caure en el seu calor de retirada.
La Franca agafa un tren per tornar a casa. Sterovsky, per alguna raó -potser per evitar danyar la seva reputació com a espia, potser per evitar que se li dedueixin de la seva recompensa- està decidit a bloquejar la comtessa Franca i emet una ordre de detenció i una ordre d'expulsió contra ella. Franca està bloquejada a l'estació fronterera; els seus documents són confiscats i és detinguda.
Per tant, semblaria que tot hagués estat en va. Però el majordom -que segurament va agafar el següent tren amb total tranquil·litat-, tornat a casa, lliura a la comtessa Franca la targeta que havia perdut durant la seva fugida de casa de Sterovsky, i que resulta ser més que suficient per exonerar Alberto, que, sobre la base d'això, és absolt dels càrrecs i sortit de la presó.

## Repartiment
- Francesca Bertini: la comtessa Francesca Ferrara[3]
- Alberto Collo: tinent Alberto Ferrara,[4] el seu marit
- Emilio Ghione: Jean Sterosky
- Leda Gys: Nadia, la seva parella[5]
- Teresa Martini: amiga de la comtessa

## Producció
Les tires de pel·lícula supervivents de la pel·lícula consisteixen en cinc bobines. L'Eye Filmmuseum va dur a terme una restauració de la pel·lícula a partir d'una còpia de la pel·lícula amb intertítols holandesos; el Museu nacional del cinema de Torí conserva una còpia d'aquesta pel·lícula, amb una longitud total de 1135 metres; la freqüència de fotogrames inicialment prevista és de 18 fps.

## Distribució
La pel·lícula es va estrenar als cinemes italians el 21 de febrer de 1914. Posteriorment es va distribuir a Espanya, on es va estrenar el 6 de maig del mateix any, a França (31 de juliol de 1914), als Països Baixos (25 de setembre de 1914) i al Estats Units (14 de març de 1915, sota el títol The Woman Who Dared).
En els darrers temps, la pel·lícula es va presentar a les Festival de Cinema Mut de Pordenone l'any 1987, organitzades per la Cineteca del Friuli.
Es poden trobar edicions en DVD de la pel·lícula.

## Reconeixement
Després de l'estrena de la pel·lícula als Estats Units, James S. McQuade, a "The Moving Picture World" del 20 de març de 1915, va declarar: "Em va impressionar molt favorablement després d'assistir a dues projeccions privades de The Woman Who Dared (... ) La trama és convincent, i està tan ben construïda que l'interès no disminueix fins a la dissolució final. La producció es caracteritza per la interpretació, el vestuari, l'escenografia i la fotografia que són tots de bon nivell (…) La interpretació de Francesca és Bertini com sempre, admirable".
L'editor de Variety del 15 de març de 1915, després d'elogiar l'actuació de Bertini, es va expressar d'una manera menys entusiasta: "Els actors masculins no van ser escollits amb especial cura. Alguns d'ells són individus amb aspecte decididament desagradable. El jove que interpreta l'espia té un maquillatge farsa que seria adequat en un context còmic."